# Collonges-lès-Premières
 Collonges-lès-Premières  là một xã ở tỉnh Côte-d'Or trong vùng Bourgogne-Franche-Comté, phía đông nước Pháp. Khu vực này có độ cao từ 192-227 mét trên mực nước biển.